# Radnai Béla (szobrász)

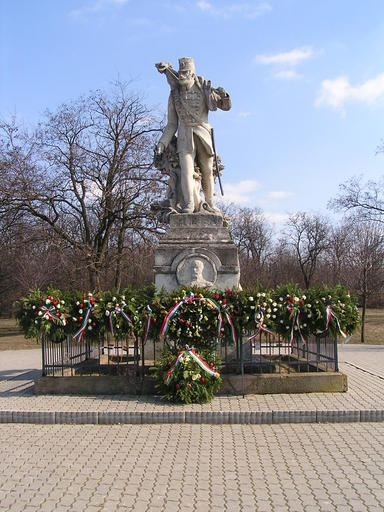
Az isaszegi Honvéd emlékmű, Radnai Béla alkotása

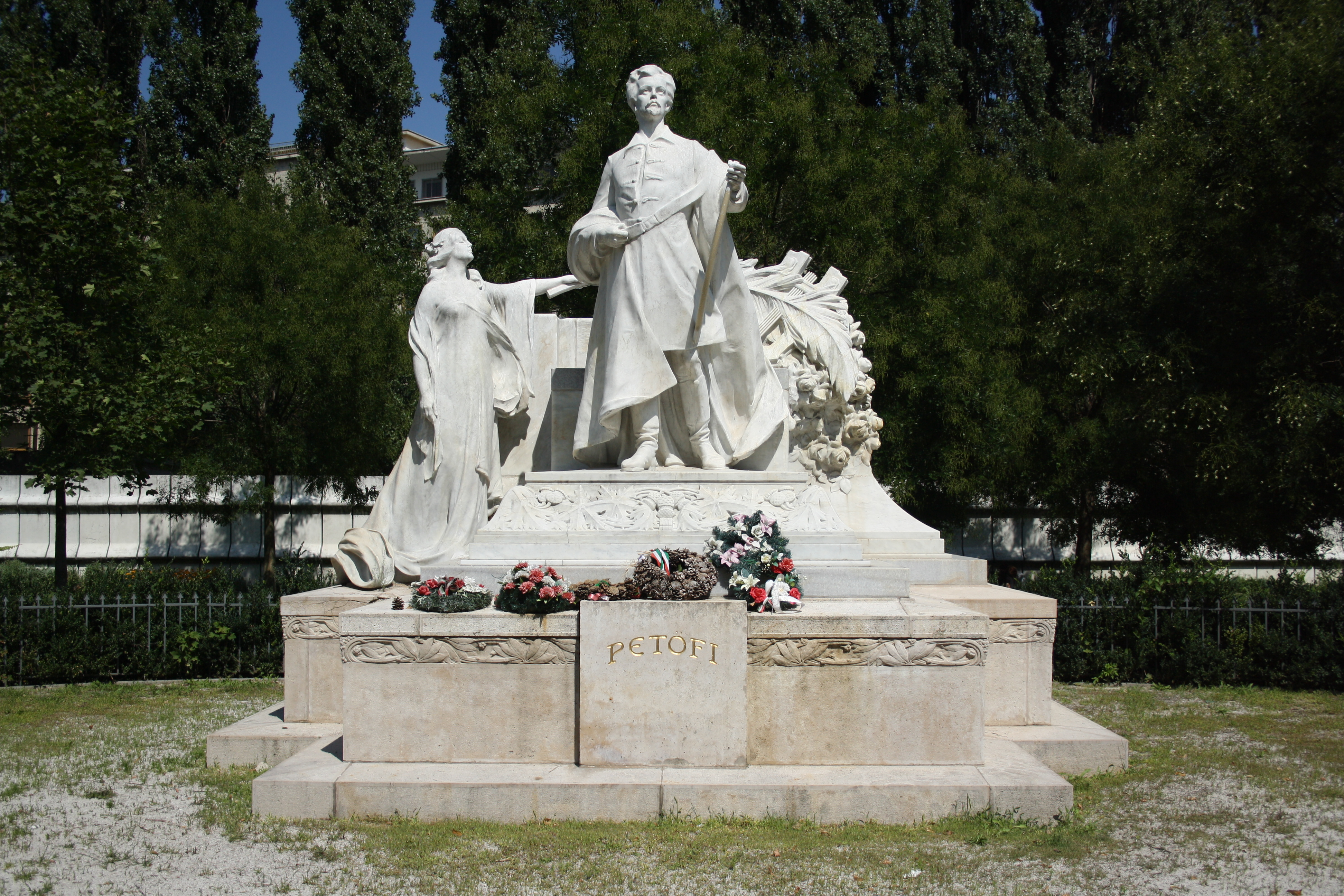
A pozsonyi Petőfi emlékmű

Radnai Béla, Radnai Béla József, született Rausch (Pozsony, 1873. május 23. – Budapest, Terézváros, 1923. november 21.) magyar szobrász, főiskolai tanár, karikaturista.

## Életpályája
Rausch Franciska fia. Miután elvégezte az Iparművészeti Iskolát, egy évig Strobl Alajos mesteriskolájában tanult. 1895-től 1903-ig Fadrusz János segédjeként dolgozott. 1899-ben Rausch családi nevét Radnaira változtatta. A Kakas Márton című élclap részére éveken át rajzolt karikatúrákat. A Képzőművészeti Főiskolán a szobrászat tanára volt. (Tanítványai közé tartozott – többek között –  Csorba Géza). Felesége Kurucz Margit Gizella volt.
A trianoni békeszerződés megkötése után Radnai több emlékművét megrongálták vagy megsemmisítették. Így például Nagybecskereken 1919. június 26. éjjelén felrobbantották Radnainak a Kiss Ernő (1799–1849) honvéd altábornagyról készített életnagyságú szobrát, amelynek maradványát a rendőrkapitányságra vitték.

## Főbb művei
- Részt vett az Országház és a budai Várpalota szobrászati díszítésében.
- Számos köztéri emlékművet alkotott, így pl.  
  - Pázmány, Budapest
  - Petőfi, Pozsony
  - Lenau, Csatád
  - Honvéd-emlékmű, Isaszeg (1901)
- Portrékat, síremlékeket és zsánerszerű, főleg gyerekeket ábrázoló szobrokat  készített (A baba járni tanul; Himnusz stb.).
- A Magyar Nemzeti Galéria tizenkét szobrát őrzi.